# Elitserien i bandy
För andra betydelser, se Elitserien i bandy (olika betydelser).
Elitserien i bandy är från säsongen 2007/2008 Sveriges högsta division i bandy för herrar.

## Upplägg
Premiärsäsongen 2007/2008 möttes 14 lag i 26 omgångar. Lag 1–8 gick direkt till kvartsfinalspelet, där lag 1–4 fick välja motståndare. Lag 11–12 fick kvala mot sex lag från andradivisionen (som bytt namn från Division I till Allsvenskan) om två platser i Elitserien. Lag 13–14 flyttades ner till Allsvenskan. Ursprungligen var det tänkt att inför säsongen 2008/2009 minska serien från 14 till 12 lag, men då Svenska Bandyförbundet hade årsmöte den 16 juni 2007 enades man om att skjuta upp detta till inför säsongen 2009/2010, men på årsmötet den 14 juni 2008 bestämdes det att behålla 14-lagsserien.

## Bakgrund

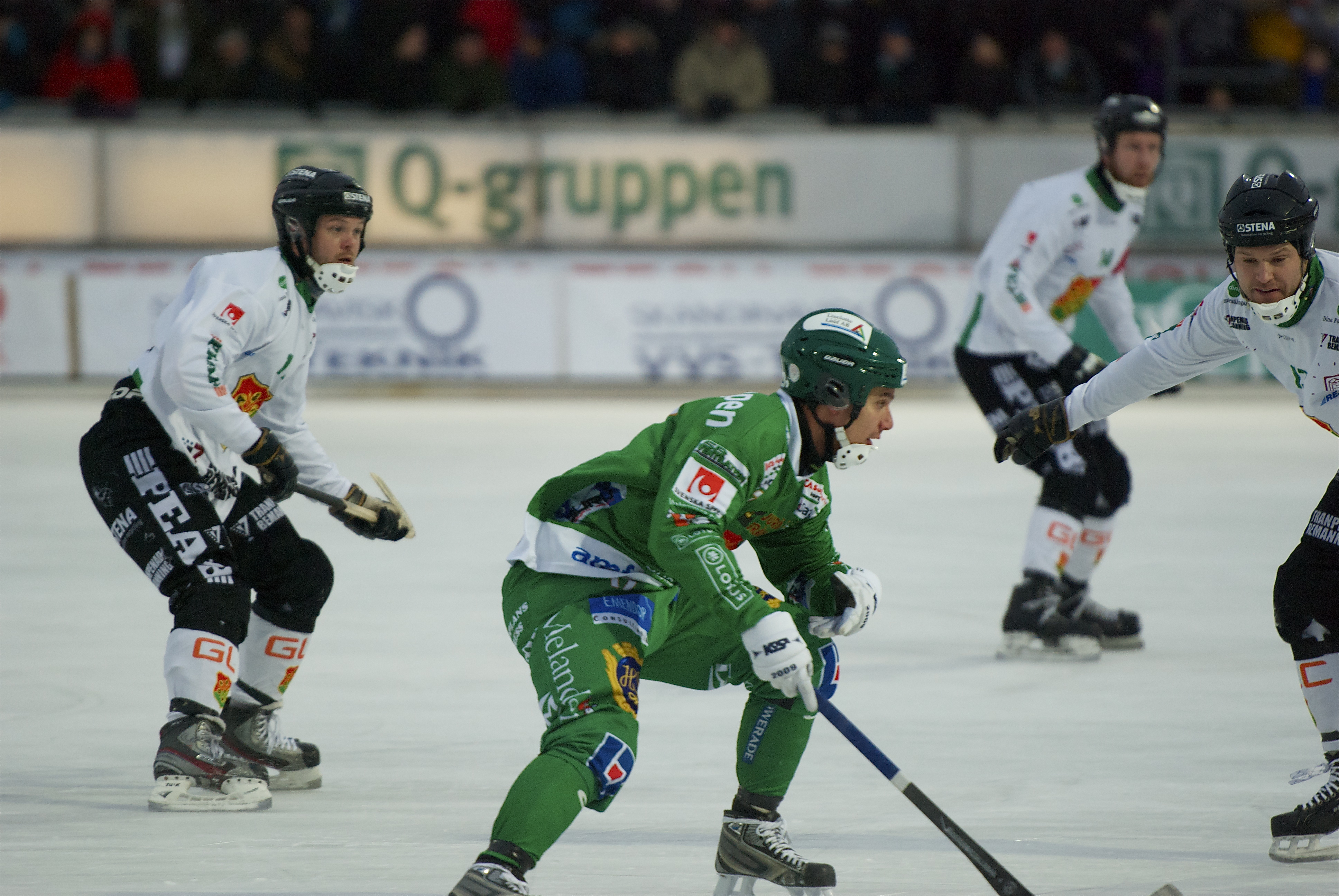
Seriematch mellan Hammarby och Gais säsongen 2011/2012.

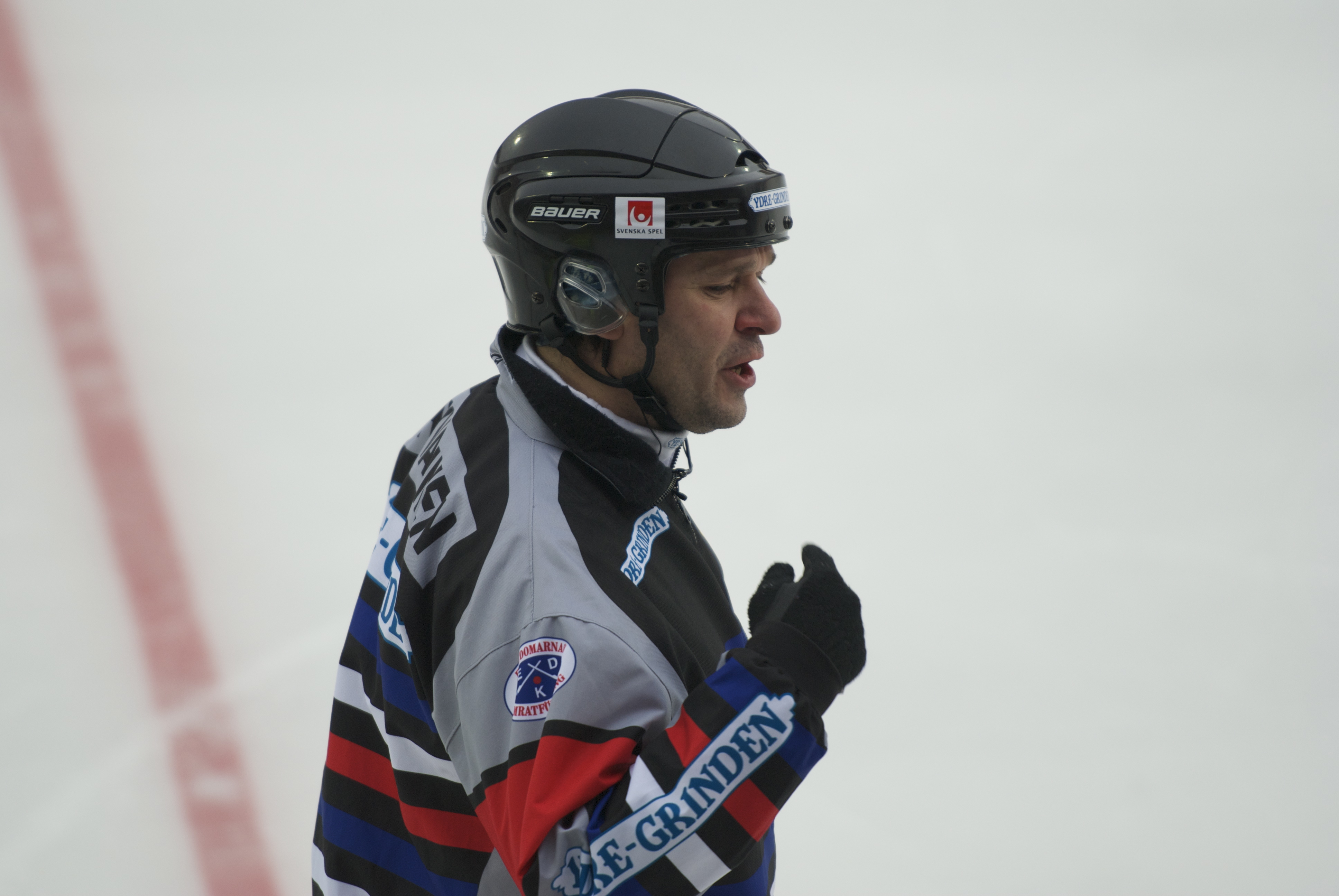
Domare i elitserien.

Sedan seriespelet drog igång 1931 hade Sveriges högsta division, då Division I, alltid varit indelad i olika geografiska grupper. Detta hade länge diskuterats. Vissa förespråkade enhetlig serie med färre lag, vilket de ansåg skulle ge bättre kvalitet på serien. Andra ansåg dock att den geografiska indelningen med fler lag, är bra eftersom den anses gav bättre förutsättningar för mindre klubbar, oftast från småorter, och att en enhetlig serie skulle öka klyftan mellan topplagen och de mindre klubbarna.
Säsongen 1981/1982 genomfördes en ändring av Sveriges högsta division, nu Allsvenskan, som fortfarande förblev geografiskt indelad i två grupper även om extra enkelmöten med lagen i den andra gruppen tillkom. Säsongen 1987/1988 slopades detta, och den geografiska indelningen kom i stället bara att pågå fram till årsskiftet, då lagen i stället efter prestation delades upp i Elitserien och den allsvenska fortsättningsserien.
Säsongen 2004/2005 hölls flera möten och utvärderingar om att tidigast säsongen 2006/2007 starta en rak 14-lagsserie, vilken ursprungligen behöll Allsvenskan som arbetsnamn.
Den 17 mars 2006 beslöt slutligen Svenska Bandyförbundet att från säsongen 2007/2008 göra Sveriges högsta division till en enhetlig serie, dock vid namn Elitserien medan Allsvenskan i stället blev andradivisionen.

## Vinnare av grundserien
| Säsong    | Lag                |
| --------- | ------------------ |
| 2007/2008 | Sandvikens AIK     |
| 2008/2009 | Edsbyns IF         |
| 2009/2010 | Hammarby IF        |
| 2010/2011 | Sandvikens AIK     |
| 2011/2012 | Sandvikens AIK     |
| 2012/2013 | Hammarby IF        |
| 2013/2014 | Hammarby IF        |
| 2014/2015 | Sandvikens AIK     |
| 2015/2016 | Västerås SK        |
| 2016/2017 | Villa Lidköping BK |
| 2017/2018 | Sandvikens AIK     |
| 2018/2019 | Villa Lidköping BK |
| 2019/2020 | Edsbyns IF         |
| 2020/2021 | Villa Lidköping BK |
| 2021/2022 | Villa Lidköping BK |
| 2022/2023 | Villa Lidköping BK |
| 2023/2024 | Villa Lidköping BK |
| 2024/2025 | Villa Lidköping BK |

- Fet stil indikerar att laget samma säsong också blev svenska mästare.

## Skyttekungar[4]
| Säsong    | Spelare                          | Lag                | Mål |
| --------- | -------------------------------- | ------------------ | --- |
| 2006/2007 | Patrik Nilsson                   | Sandvikens AIK     | 70  |
| 2007/2008 | Patrik Nilsson                   | Sandvikens AIK     | 94  |
| 2008/2009 | Christoffer Edlund Magnus Muhrén | Sandvikens AIK     | 44  |
| 2009/2010 | Christoffer Edlund               | Sandvikens AIK     | 91  |
| 2010/2011 | Christoffer Edlund               | Sandvikens AIK     | 77  |
| 2011/2012 | David Karlsson                   | Villa Lidköping BK | 55  |
| 2012/2013 | David Karlsson                   | Villa Lidköping BK | 65  |
| 2013/2014 | Christoffer Edlund               | Sandvikens AIK     | 73  |
| 2014/2015 | Patrik Nilsson                   | Sandvikens AIK     | 61  |
| 2015/2016 | Christoffer Edlund               | Sandvikens AIK     | 59  |
| 2016/2017 | David Karlsson                   | Villa Lidköping BK | 56  |
| 2017/2018 | Christoffer Edlund               | Sandvikens AIK     | 76  |
| 2018/2019 | Christoffer Edlund               | Sandvikens AIK     | 62  |
| 2019/2020 | Oscar Wikblad                    | Edsbyns IF         | 49  |
| 2021/2022 | Christoffer Edlund               | Villa Lidköping BK | 79  |
| 2022/2023 | Christoffer Edlund               | Villa Lidköping BK | 60  |

## SM-finaler genom tiderna
Det historiskt sett främsta laget på herrsidan är Västerås SK med 21 SM-guld. Genom att ta titeln 1989 passerades IFK Uppsala som tidigare var mesta mästarna.